# .lgbt
.lgbt là một tên miền cấp cao nhất được tài trợ cho cộng đồng LGBT, được tài trợ bởi Afilias. Tên miền đã được ủy quyền vào ngày 18 tháng 7 năm 2014. Việc tạo ra.lgbt nhằm thúc đẩy sự đa dạng và các doanh nghiệp LGBT, và dành cho các doanh nghiệp, tổ chức LGBT và bất kỳ ai muốn tiếp cận cộng đồng LGBT. Tên miền đã tạo ra bước ngoặt lớn trong cộng đồng LGBT

## Đầu tiên
PinkNews và Out Now Consulting là những trang web đầu tiên ra mắt .lgbt.